# Jozef Linnig

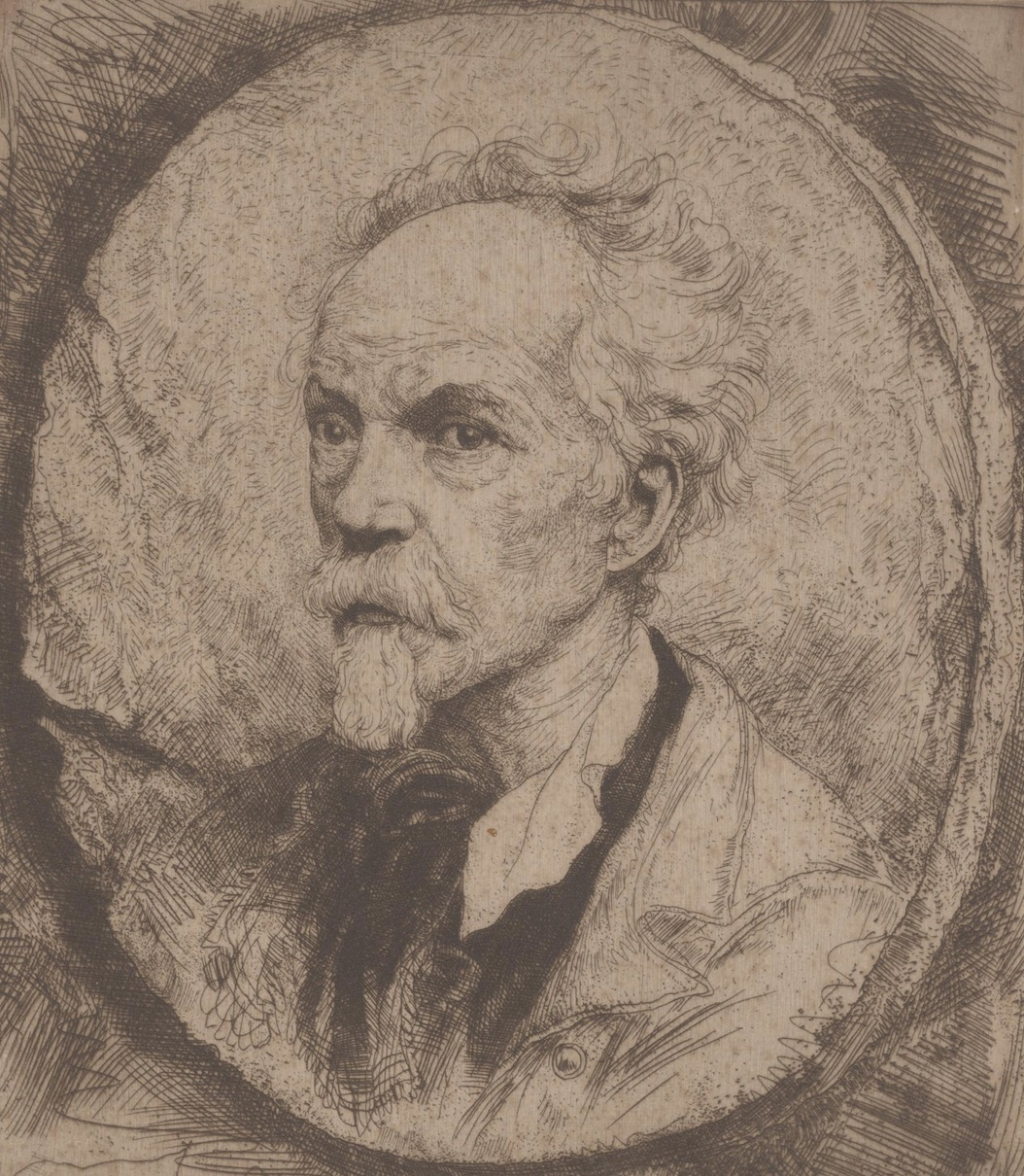
Jozef Linnig – Selbstporträt

Jozef Linnig (* 15. Mai 1815 in Antwerpen; † 12. November 1891 ebenda) war ein belgischer Marine- und Landschaftsmaler und Radierer.

## Leben
Jozef Linnig war ein Sohn des aus Aschbach stammenden Möbeltischlers Peter-Joseph Linnig (1777–1836) und seiner Frau Catherine-Joséphine, geb. Leya. Er erhielt seine Ausbildung an der Antwerpener Akademie, der Koninklijke Academie voor Schone Kunsten bei Erin Corr (1803–1862) und Jan Baptiste de Jonghe (1785–1844). Hauptsächlich malte er romantisch gehaltene Marinebilder und Stadtansichten, hier besonders Ansichten seiner Heimatstadt Antwerpen, war aber auch als Radierer sehr aktiv.

## Familie
Jozef Linnig gehörte zu einer Antwerpener Künstlerdynastie des 19ten Jahrhunderts. Neben ihm gab es noch seine beiden Brüder Egide Linnig (1821–1860) und Willem Linnig den Älteren (1819–1885), dessen Söhne Willem Linnig den Jüngeren (1842–1890), Egidius Linnig den Jüngeren (1844–1908) sowie Benjamin Linnig (1860–1929), die alle als Maler, Fotograf oder Radierer künstlerisch tätig waren. Schon der Vater Peter-Joseph Linnig war Maler gewesen, auch die Töchter von Benjamin Linnig wurden als Malerinnen aktiv.

## Werke (Auswahl)
- Houten gevel op de hoek van de Nosestraat en Veemarkt. Aquarell 1839
- Zicht vanuit de Korte Doornikstraat op de Sint-Pauluskerk. Aquarell 1845
- Wallenpoort. Aquarell 1857
- Andernach sur le Rhin. Radierung[1]
- Oud Antwerpen naar de natuur getekend en geetst door J. Linnig. 58 Illustrationen
- Linnig, Jozef (Ill.) und Frans Hendrik Mertens: Historisch album der stad Antwerpen, Verzameling van 46 gezichten en gedenkteekens van vroegere tyden. Buschmann, Antwerpen 1868[2]